# Kyss
| Kyss (puss) |
| --- |
| Kyssen, målning (1859) av Francesco Hayez (1791–1882). - Betydelse – beröring mellan läppar eller läpp och annat objekt - Syfte – hälsning; betygelse av respekt, vänskap eller lyckönskning; del av sexuellt förspel eller samspel - Varianter – kindpuss, slängkyss, tungkyss |

Kyss eller puss är en beröring när man pressar läpparna mot någon annans läppar, annan kroppsdel eller ett objekt. Den kan ha religiös betydelse, vara en hälsning, ges av respekt eller vänskap, lyckönskning eller handla om sexuellt förspel eller samspel. Skillnaden är att puss är vardagligare och brukar ske med slutna läppar utan erotisk innebörd, medan en kyss kan ske med öppen mun, eventuell tunga (tungkyss) och ha erotiskt syfte.
Den kulturella kontexten kring en kyss varierar, vilket ger kyssen olika betydelser. I några situationer är en kyss en ritual, en formell eller symbolisk handling syftande till hängivenhet eller respekt, som när ett par kysser varandra vid en vigselceremoni eller när nationella ledare kysser varandra som en hälsning.
Beroende på kulturen, relationen och kontexten kan en person kyssa en annan på dennas läppar, kind, panna eller hand. Alla dessa gester har olika sociala betydelser och olika signifikans. Symboler för denna handling syns bland annat i slängkyssen och genom vissa emojier (ofta med röda hjärtan).

## Historia
Kyssens ursprung studerades i början på 1900-talet av den antropologiska författaren Ernest Crawley. Han skrev att kyssas var ett universellt uttryck i det sociala livet bland de högre civilisationerna baserat på känslor av affektion, kärlek (sexuell, föräldrakärlek och barnkärlek), och vördnad. Enligt Crawley så är beröring modern av alla sinnen och kyssen är där en taktil och specialiserad form av intim kontakt. Han skriver dock att kyssas var väldigt ovanligt bland de "lower and semi-civilized races," medan det var fullt etablerat och instinktivt bland högre samhällen. Bland dessa såg han dock även skillnader. Att kyssas verkar ha varit okänt i forntida Egypten, dock var det väl etablerat i tidiga Grekland, Assyrien och Indien. 
De älskandes kyss har enligt 1800-talsantropologen Cesare Lombroso sitt ursprung i och utvecklats från den moderliga kyssen.  Crawley stödjer denna syn då han noterar att det japanska samhället inte kysstes förutom att modern kysste sina små barn. Att kyssas var dock vanligt förekommande bland greker och romare, som när föräldrar kysste sina barn eller när förälskade eller gifta kysstes. Kyssen i en västerländsk kontext var även använd i ett flertal religiösa och ceremoniella akter, där kyssen hade ett sakramentalt värde. Crawley konkluderar att även då kyssande bland vissa tidigare civilisationer verkar ha förekommit så har kyssen haft sin största utveckling i västvärldens kultur.:119

## Olika sorters kyssar

### Munkyss
En kyss, där läpparna kan vara stängda eller öppna. Kyss med öppna läppar, under det att tungorna möts, kallas för fransk kyss eller tungkyss. Ibland kallas en kyss med stängda läppar för puss.
För att undvika att näsorna ska stöta samman vrider ofta ett par sina ansikten åt sidan när de ska kyssas. Vissa uppskattar inte detta undvikande utan vill också att näsorna ska mötas under kyssen. Om denna preferens gäller endast den ena deltagaren i kyssen kallas företeelsen näsfäktning.

### Kyss på hand
Kyss på hand är en hälsningsgest som förr var vanlig från man till kvinna. Kyssen nuddar ofta inte själva handen, utan kyssen sker då i luften strax ovanför handryggen.

### Kindkyss
Kindpuss är en hälsning som är särskilt vanlig i Sydeuropa, Mellanöstern och Sydamerika. Det är ingen fysisk kyss eller puss, för läpparna ska inte tryckas mot kinden. Att ge en riktig puss eller kyss kan i sammanhanget anses som oartigt och orsaka upprörda känslor. Antalet gånger man kysser på varje sida varierar från kultur och plats, även ordningen. I Mellanöstern är det till exempel tre gånger – vänster-höger-vänster. I Frankrike är det endast en gång på varje sida, vilket dock kan variera mellan olika regioner inom Frankrike och har sin bakgrund i att Frankrike före enandet varit uppdelat i olika stadsstater, precis som Tyskland, Spanien och Italien, med följden att olika kulturer och seder uppträtt inom landet.

### Överförd bemärkelse
Kyss (och puss) kan även användas i överförd bemärkelse, där inte läppar har kontakt med en annans kropp. Det inkluderar slängkyss (kärleksfull gest till en person man ser på avstånd). En "kyss" kan syfta på en 'hård stöt' (i text sedan 1880; exempel: "hon fick sig en kyss av bommen"), alternativt en liten rund karamell (i text sedan 1886; som i chokladkyss eller mintkyss).

## Kyssar i kulturen

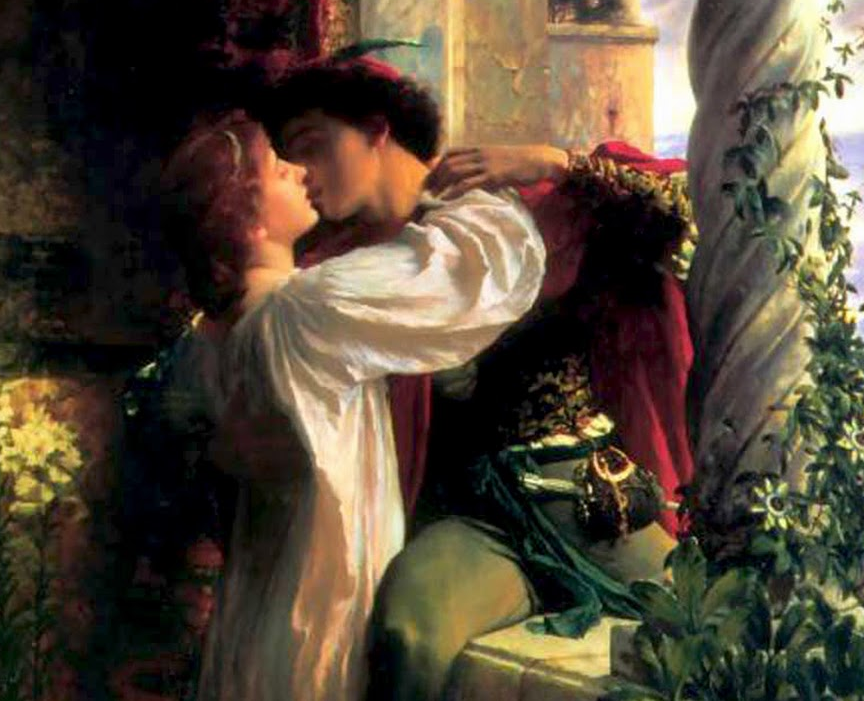
Romeo och Julia kysser varandra i en målning av Sir Frank Dicksee.

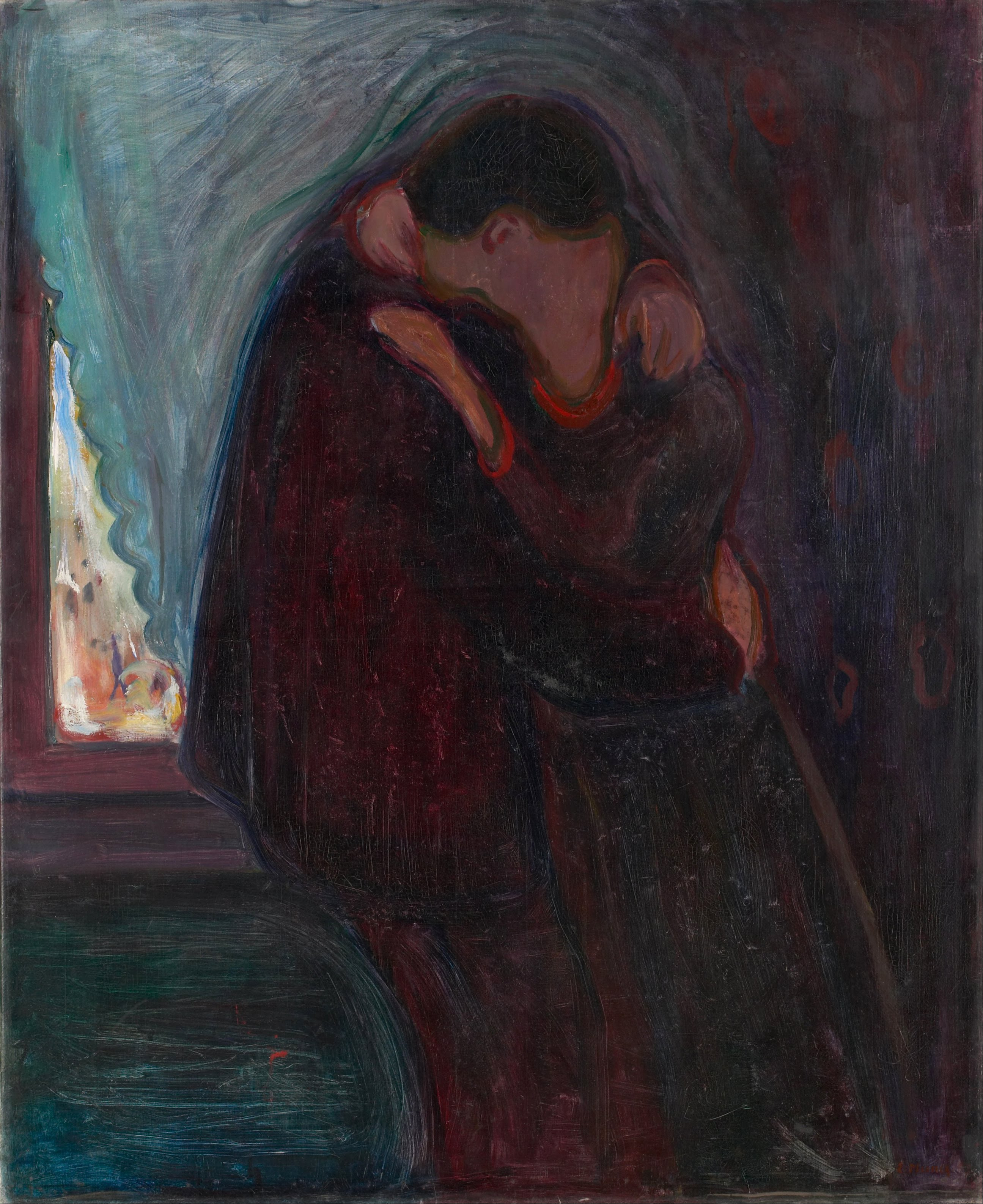
Edvard Munchs målning Kyssen från 1897.

| ”                                                                           | En kyss, en kyss – vad är han? Vårt stumma bifall till en lika stum begäran | „ |
| – ur "Cyrano de Bergerac" av Edmond Rostand (Harald Molanders översättning) |                                                                             |   |

- Enligt Bibeln förråddes Jesus av Judas med en kyss[12] – en subversiv användning av kyssen, då den annars är en symbol för tillgivenhet.
- I sagan om Törnrosa och den grekiska myten om Pygmalion och Galatea[förtydliga], används en romantisk kyss för att väcka liv i en kvinna.
- I sagan om grodprinsen blir en man transformerad från en groda till en man med en romantisk kyss.
- Gustav Klimt målade ett verk med namnet Kyssen.
- Humoristen Falstaff, fakir definierade kyssen som en "qvadrilabial inhalations-smack".
- Nordisk familjebok, 1911, "Kyss, ett slags sugande muskelrörelse med läpparna, använd som uttryck för en känsla på så sätt, att läpparna tryckas emot ett lefvande väsen eller ett ting."
- Det vetenskapliga ordet för kyssas är philematologi.

## Galleri

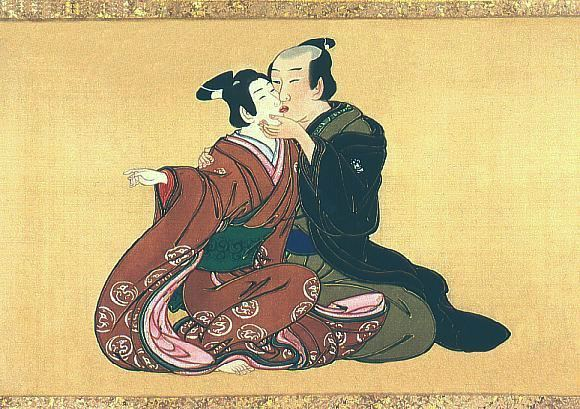
En samuraj kysser sin pojkvän. Se även homosexualitet.
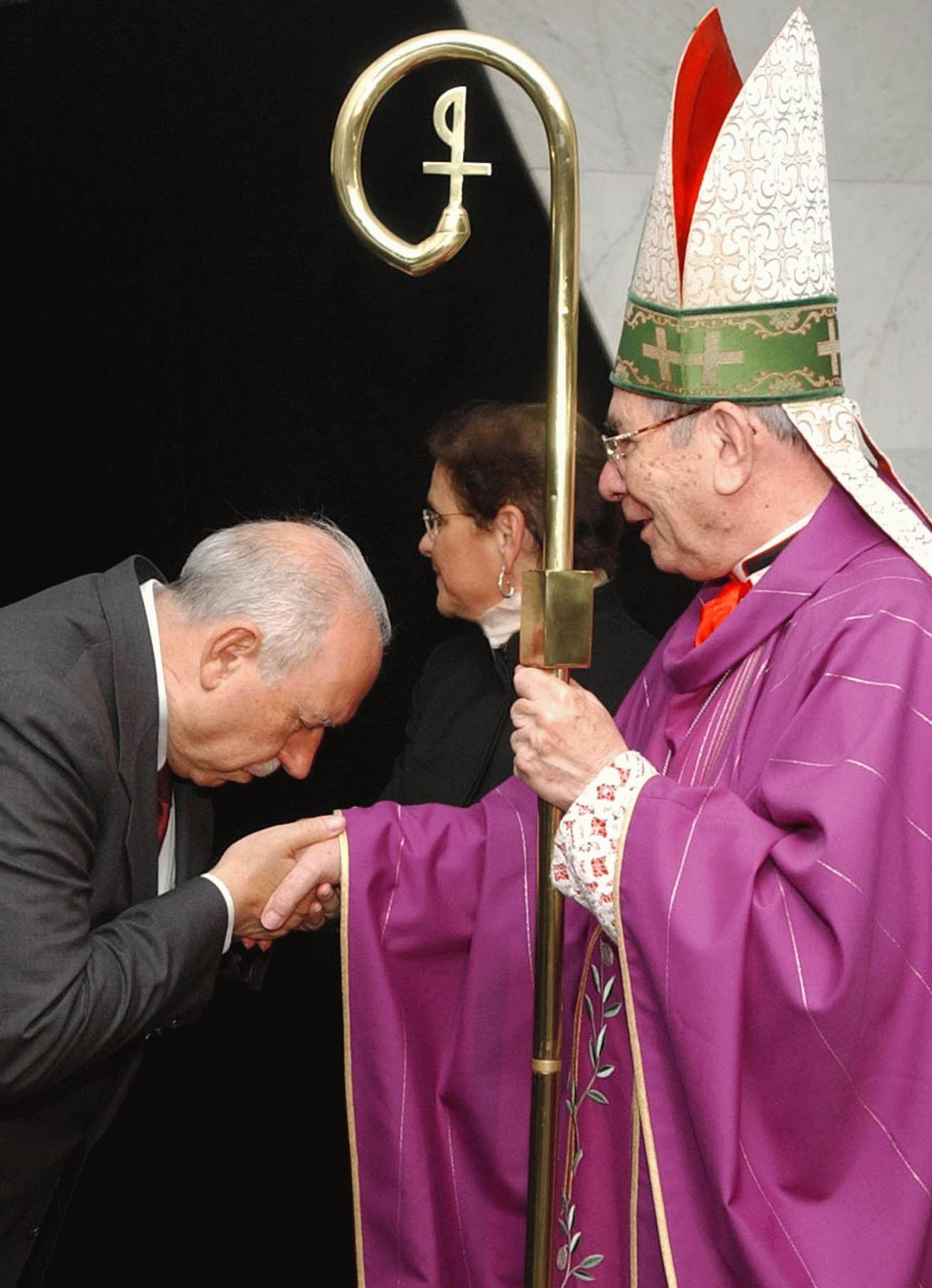
Brasiliens vicepresident José Alencar kysser kardinal José Freire Falcão, tidigare ärkebiskop i Brasilien, på hand.
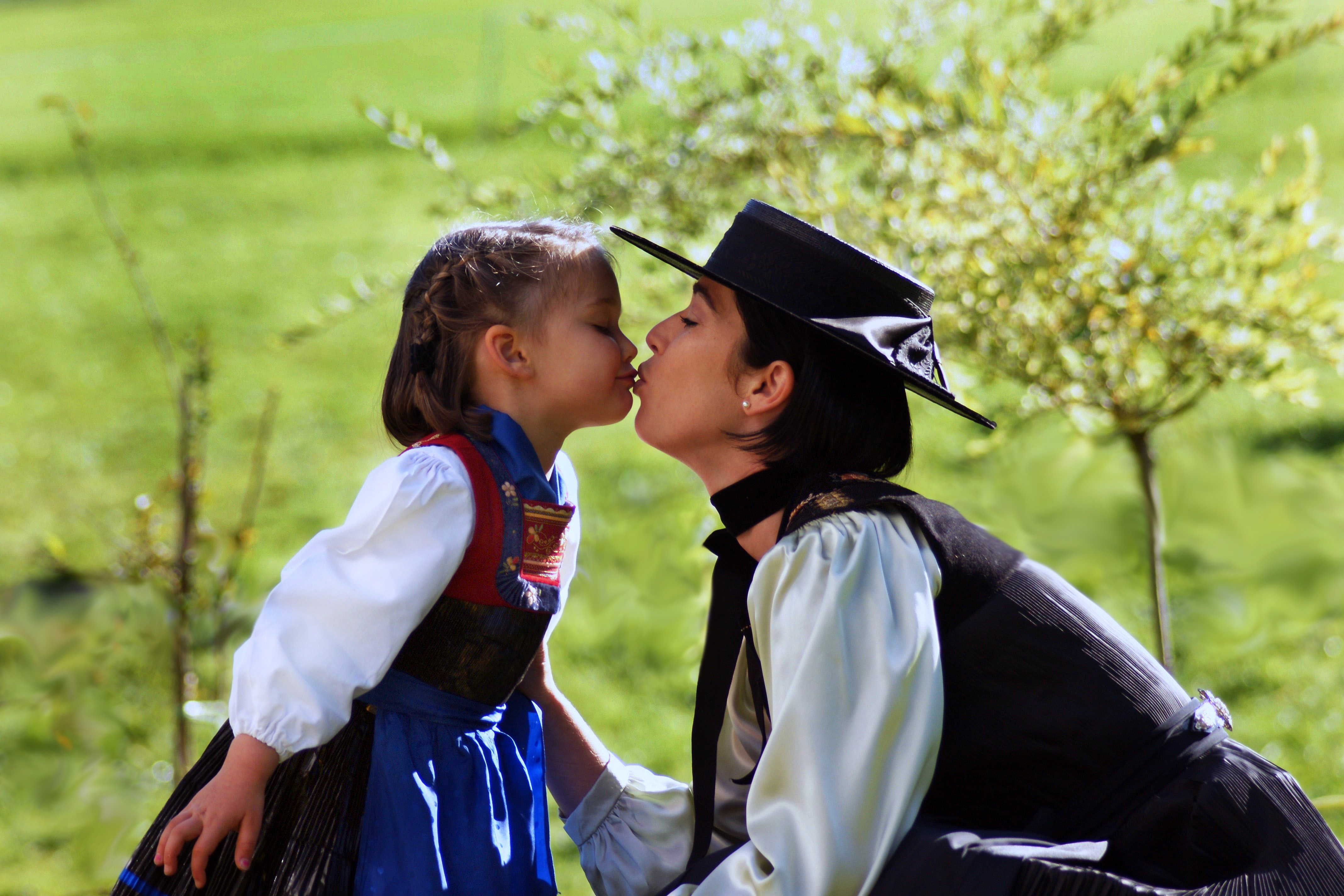
Mor och dotter i Bregenzerwalddräkt.